# Educación y desarrollo económico
Existe una relación muy fuerte entre la educación y el desarrollo económico, hoy existe consenso generalizado en que la educación en un sentido amplio es uno de los factores fundamentales del desarrollo. Ningún país puede lograr un desarrollo económico sostenible sin una inversión sustancial en capital humano. La educación enriquece la comprensión de las personas de sí mismas y del mundo. Mejora la calidad de sus vidas y conduce a amplios beneficios sociales para las personas y la sociedad. La educación aumenta la productividad y la creatividad de las personas y promueve la iniciativa empresarial y los avances tecnológicos. Además, juega un papel muy importante para asegurar el progreso económico y social y mejorar la distribución del ingreso.

## Antecedentes
Con anterioridad al siglo XIX, ningún país consideraba importante la inversión sistemática en desarrollo de capital humano. En ese sentido los gastos de los gobiernos o empresas en educación, capacitación en el trabajo y otros formas de inversión similares eran muy reducidos. No fue sino hasta que en el siglo XIX cuando la aplicación de la ciencia para el desarrollo de nuevos productos y el desarrollo de mejores métodos de producción, hizo que inicialmente Gran Bretaña, y luego gradualmente otros países comenzaran a prestar más atención a la importancia de la educación.
Durante el siglo XX, la educación, las habilidades y la adquisición de conocimiento se convirtieron en elementos determinantes de la productividad de una persona y de una nación. En dicho siglo tomó fuerza el concepto de que el principal determinante del nivel de vida de la población de una nación es el éxito que los gobiernos ostentan en el desarrollo y la utilización de las habilidades y conocimiento de las personas que conforman una nación, y en promover la salud y educación de su población.

## Análisis conceptual
En los modelos económicos neoclásicos primitivos, no se consideraba a la educación un insumo importante para la producción y, por lo tanto, no se incluía a la educación en los modelos de crecimiento. En la década de 1960 el aumento de la evidencia empírica estimuló la "revolución de la inversión humana en el pensamiento económico". En este sentido los trabajos fundacionales de Schultz y de Denison a comienzos de la década de 1960 condujeron a una serie de estudios de valoración analítica del crecimiento que señalan que la contribución de la educación logra explicar el crecimiento económico sostenido de las economías occidentales. Otros estudios analizaron el impacto de la educación sobre las ganancias o tasa de retorno. Un análisis realizado en 1984 de los estudios de valoración del crecimiento que abarca 29 países concluyó que la contribución de la educación al crecimiento económico va desde menos del 1 por ciento en México hasta el 23 por ciento en Ghana.